# Konstantin Nikolajevič Igumnov
Konstantin Nikolajevič Igumnov (Lebedjana, 19. travnja 1873. – Moskva, 24. ožujka 1948.), ruski pijanist i pedagog. 
Više desetljeća profesor Moskovskog konzervatorija (1899. – 1948.). Pijanist velikog formata, koncertrirao po SSSR-u i inozemstvu izvodeći klasičnu i romantičku klavirsku muziku. Kao pedagog utemeljio jednu od glavnih sovjetskih pijanističkih škola iz koje su izašli Nikolaj Andrejevič Orlov, Lev Nikolajevič Oborin i mnogi drugi. (ELZ)